# Convertitore di volumi
Il convertitore di volumi di gas (detto anche erroneamente correttore di volumi o manotermocorrettore) è un apparecchio elettronico di misura (non un vero e proprio strumento di misura) che provvede a convertire i volumi di gas "geometrici" rapportandoli al metro cubo standard, in funzione della pressione e della temperatura, al loro variare con il tempo.

## Origine
L'apparecchio è impiegato prevalentemente nelle transazioni commerciali del metano (gas di ampio mercato e dal costo non trascurabile), quando le quantità in gioco sono considerevoli, oppure quando la pressione è suscettibile di variazioni notevoli. Il metano distribuito nelle reti di distribuzione cittadina è un gas le cui caratteristiche termodinamiche non si discostano molto da quelle di un gas ideale. Disponendo dei diagrammi di pressione e di temperatura è possibile provvedere a una conversione "manuale" grazie al diagramma di Venturi.
Per tali motivi, grazie ai progressi dell'elettronica, le operazioni relative alla conversione dei volumi di gas vengono solitamente eseguite da un elaboratore dedicato, con precisione molto più elevata, potendosi utilizzare procedimenti raffinati, ed eliminando qualsiasi errore di calcolo.
Sono state recentemente sviluppate le norme tecniche UNI/TS 11291 1-11 che specificano le caratteristiche tecniche che devono possedere questo tipo di apparati.

## Schema di principio

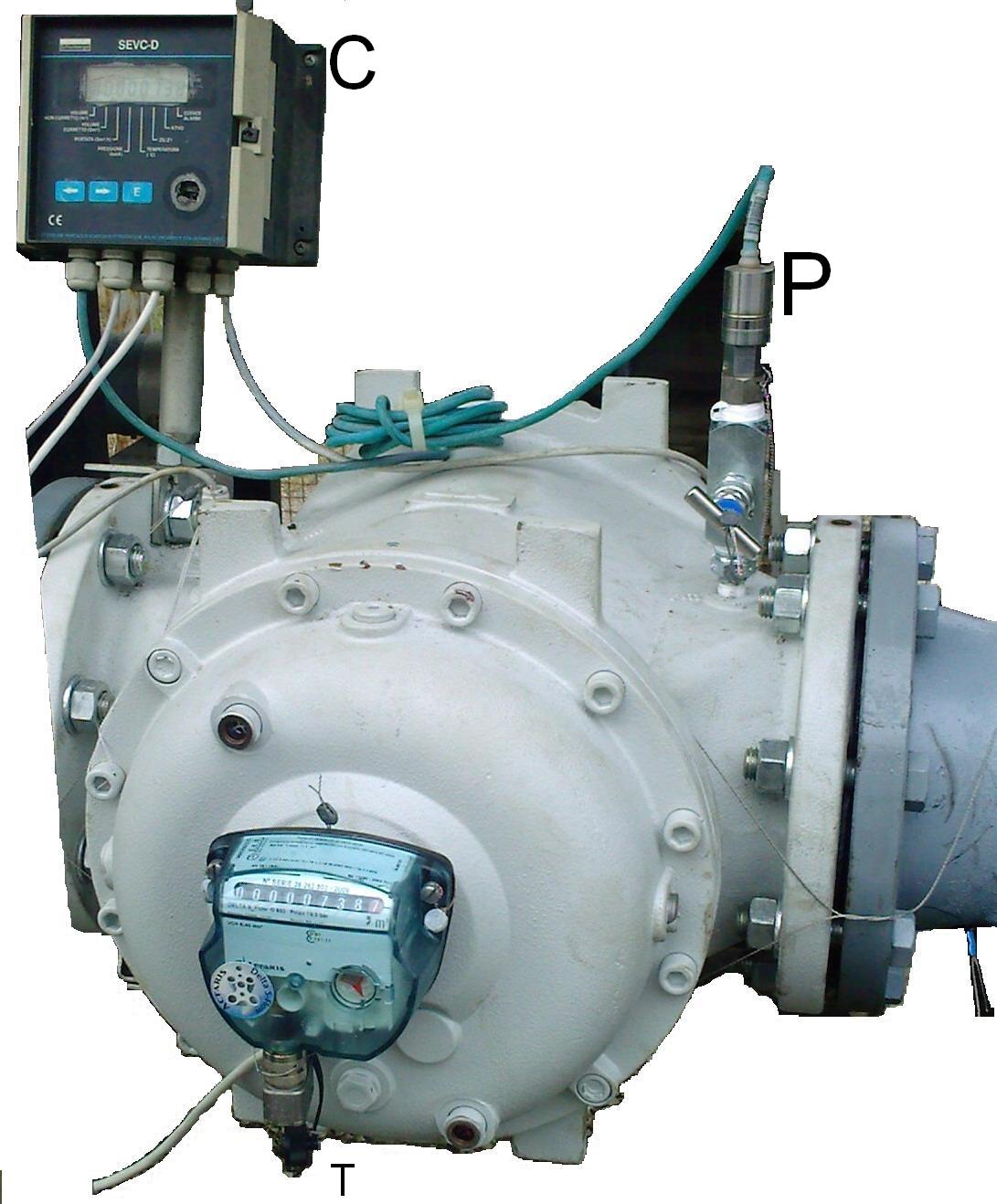
Fig. 1 – Piccolo convertitore abbinato a un misuratore a pistoni rotanti
T: emettitore di impulsi
P: trasduttore di pressione
C: convertitore

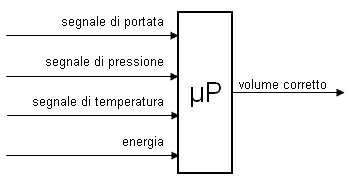
Fig. 2 - Schema di principio di un convertitore di volumi

I convertitori di volume elettronici elaborano le seguenti informazioni di ingresso:
- portata: il segnale di portata viene inviato, di solito, sotto forma di impulso (transizione da OFF a ON di un contatto) da parte di un emettitore posto sul misuratore; più raramente viene inviato sotto forma di segnale di corrente (in genere nel campo 4÷20 mA), nel caso che la portata venga misurata con un orifizio tarato
- pressione: il segnale di pressione viene inviato sotto forma di corrente elettrica  (in genere nel campo 4÷20 mA) da un apposito trasduttore pressione-corrente (indicato in Figg. 1 e 3)
- temperatura: il segnale di temperatura (indicato in Fig. 3) viene inviato sotto forma di resistenza elettrica rilevata ai morsetti di una termoresistenza (quasi sempre del tipo Pt100)

e con opportuni algoritmi (selezionabili tra i vari disponibili e per i quali occorre conoscere ulteriori caratteristiche chimico-fisiche del gas - quali la percentuale media di anidride carbonica, di azoto, ecc.) determinano il volume di gas corretto, cioè rapportato alle "condizioni standard", che viene espresso, appunto, in standard metri cubi (Sm³).

## Soluzioni costruttive

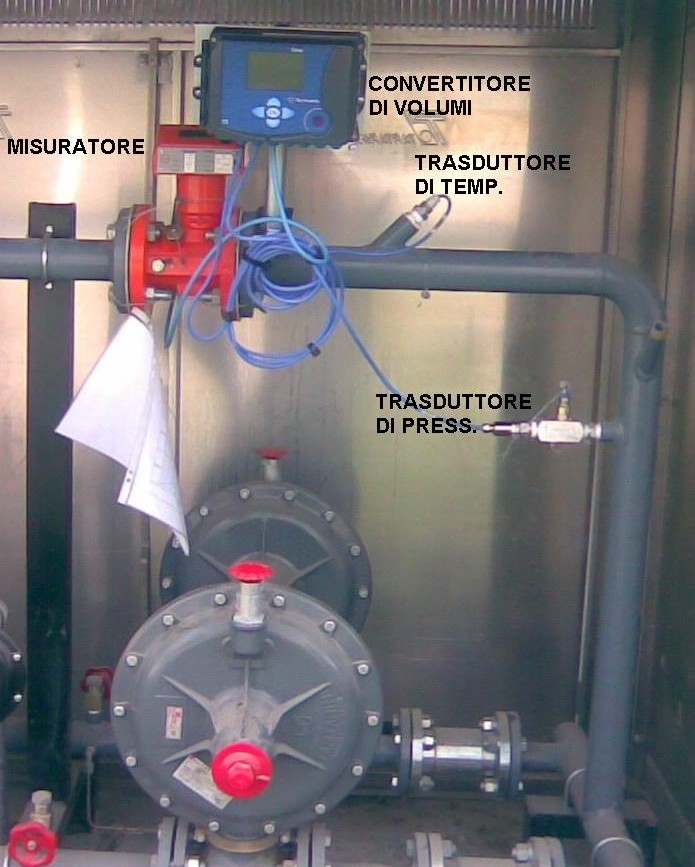
Un convertitore ITRON montato su un contatore a turbina

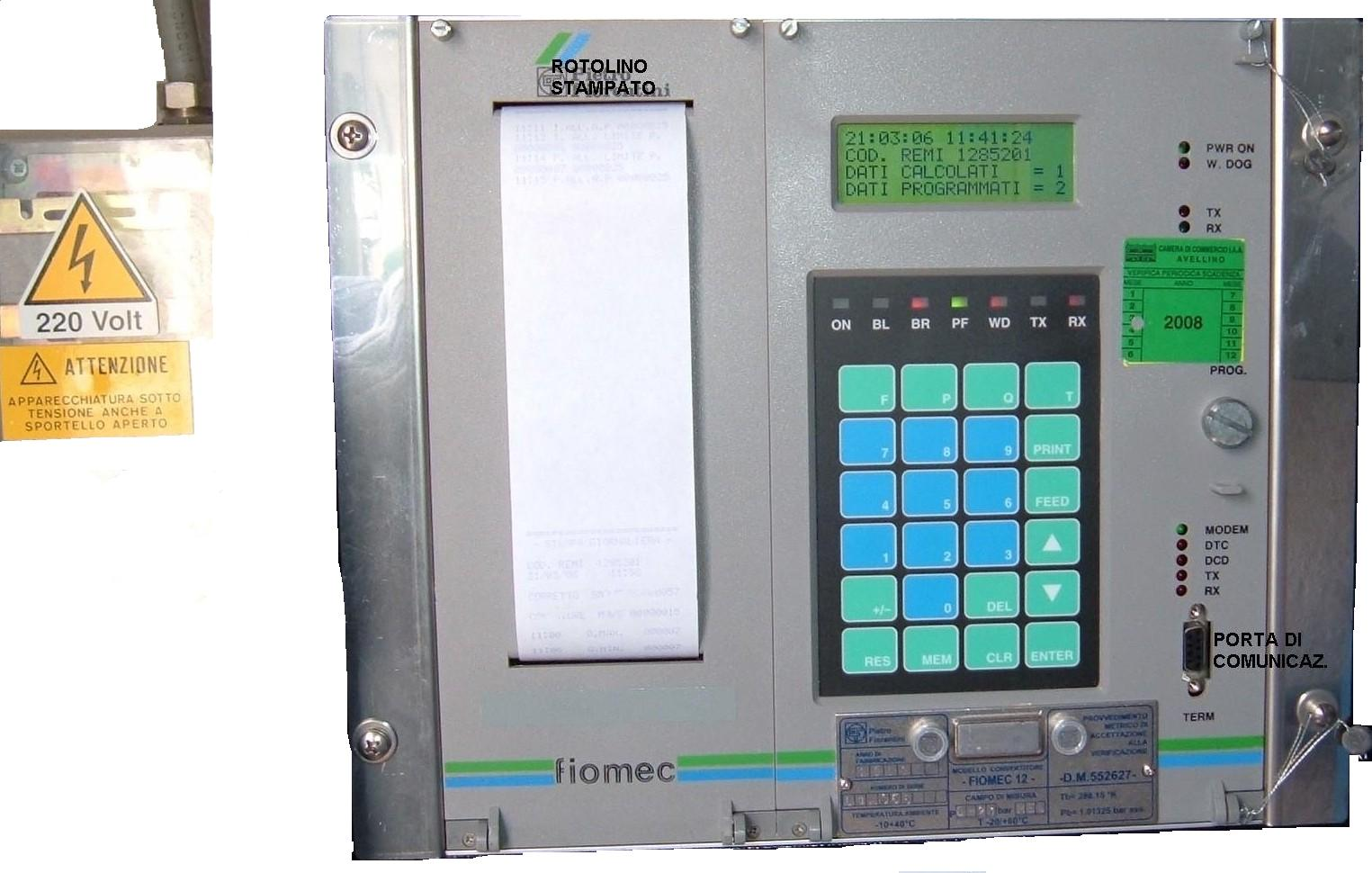
Fig. 4 - Pannello frontale di convertitore per grosse portate con il vecchio bollino della verifica metrica da parte della Camera di Commercio

I convertitori di volume presenti sul mercato possono dividersi, essenzialmente, in due categorie:
- i più piccoli funzionano con le sole batterie (durata nominale: fino a 5 anni); mostrano le informazioni su un visualizzatore a cristalli liquidi; possono essere impiegati (se omologati ATEX) in atmosfere a rischio di esplosione; spesso integrano i trasduttori di pressione e di temperatura; non sono ammessi se la frequenza degli impulsi di portata è elevata (max 2 Hz circa)
- i più grandi sono in grado di memorizzare i valori, campionati ogni 15 minuti, delle varie grandezze (portata corretta e non corretta, pressione, temperatura) nell'arco di due giorni e il consumo giornaliero nell'arco di due mesi; sono alimentati da una sorgente esterna, oltre che da batterie di riserva; stampano su un rotolino di carta comune (visibile in fig. 4) i volumi (corretto e no) conteggiati ogni 15 minuti, la diagnostica e altre informazioni.

Hanno sempre:
- un visualizzatore a cristalli liquidi che riporta nella digitazione due valori Vm e Vb;
- almeno una porta di comunicazione (ottica in fig. 3; RS-232 in Fig. 4)
- un'uscita per comunicare ad altra apparecchiatura (ad es.: un registratore di dati) le informazioni elaborate
- un tastierino per le programmazioni (effettuabili solo rimuovendo un sigillo metrico)

Devono sempre essere collegabili ad interfacce per la telelettura.

## Taratura e manutenzione
I convertitori di volume sono sottoposti a un regime di verifiche quadriennali da parte di Organismi di Ispezione (ODI) : per tale motivo sono predisposti per la sigillatura metrica, come qualsiasi strumento di misura fiscale (tranne il contatore idrico). Non sono regolamentati da norme specifiche, bensì da quelle generali sugli strumenti metrici, esplicate da una circolare ministeriale. Ogni modello di convertitore, per potersi qualificare strumento metrico (ed essere commercializzato), viene sottoposto all'esame del competente ministero. Si badi che la verifica metrica si riferisce all'intera "catena di misura" (convertitore, contatore e trasduttori): se occorre sostituire uno degli elementi (ad es.: per un guasto), l'intero complesso andrà sottoposto ad una nuova verifica metrica.